# Calamopus
Genre
Calamopus est un genre d'araignées aranéomorphes de la famille des Cheiracanthiidae.

## Distribution
Les espèces de ce genre se rencontrent en Indonésie et en Thaïlande.

## Liste des espèces
Selon World Spider Catalog (version 20.0, 17/01/2019) :
- Calamopus phyllicola Deeleman-Reinhold, 2001
- Calamopus tenebrarum Deeleman-Reinhold, 2001

## Publication originale
- Deeleman-Reinhold, 2001 : Forest spiders of South East Asia: with a revision of the sac and ground spiders (Araneae: Clubionidae, Corinnidae, Liocranidae, Gnaphosidae, Prodidomidae and Trochanterriidae. Brill, Leiden, p. 1-591.